# Anthony Giroux Meagher
Anthony Giroux Meagher (* 17. November 1940 in Oshawa, Provinz Ontario, Kanada; † 14. Januar 2007) war Erzbischof von Kingston in Ontario.

## Leben
Anthony Giroux Meagher empfing am 17. Juni 1972 die Priesterweihe für das Erzbistum Toronto.
Am 30. April 1997 wurde er von Papst Johannes Paul II. zum Weihbischof in Toronto sowie zum Titularbischof von Dura ernannt. Die Bischofsweihe spendete ihm der Erzbischof von Toronto, Aloysius Matthew Ambrozic, am 26. Juni desselben Jahres. Mitkonsekratoren waren Weihbischof Michael Pearse Lacey aus Toronto und der Erzbischof von Valencia en Venezuela, Jorge Liberato Urosa Savino.
Am 27. April 2002 folgte die Ernennung zum Erzbischof des Erzbistums Kingston. 
Er wurde bekannt mit seiner Publikationsreihe Lines from a Rocking Chair.